# Den hellige liga (1684)
 For alternative betydninger, se Den hellige liga. (Se også artikler, som begynder med Den hellige liga)
Den hellige liga blev indgået den 5. marts 1684 på initiativ af pave Innocens XI mellem det Tysk-romerske rige, den Polsk-litauiske realunion, Republikken Venedig og fra 1686 også Zar-rusland som krigsalliance mod det Osmanniske Rige i Den store tyrkiske krig der stod på indtil Karlowitz-freden i 1699.
Alliancen blev oprettet efter det osmanniske nederlag i slaget ved Wien i 1683, der udgjorde et vendepunkt i Det Osmanniske Riges historie. Mellem 1685 og 1689 erobrede alliancen områder, der havde været underlagt Det Osmanniske Rige gennem århundreder, blandt andet Ungarn, Transsylvanien, dele af Serbien og, i perioder, den græske halvø Peloponnes. Den største militære succes var alliancens sejr i slaget ved Mohács (1687).